# Шёнеборн, Лена
Лена Шёнеборн (нем. Lena Schöneborn; род. 11 апреля 1986, Тройсдорф) — немецкая спортсменка, выступавшая в современном пятиборье. Олимпийская чемпионка 2008 года, шестикратная чемпионка мира. Победитель Кубка мира (2010, 2011).
Чемпионка мира среди юниоров 2005 года (личное первенство).